# Flitsbezorger

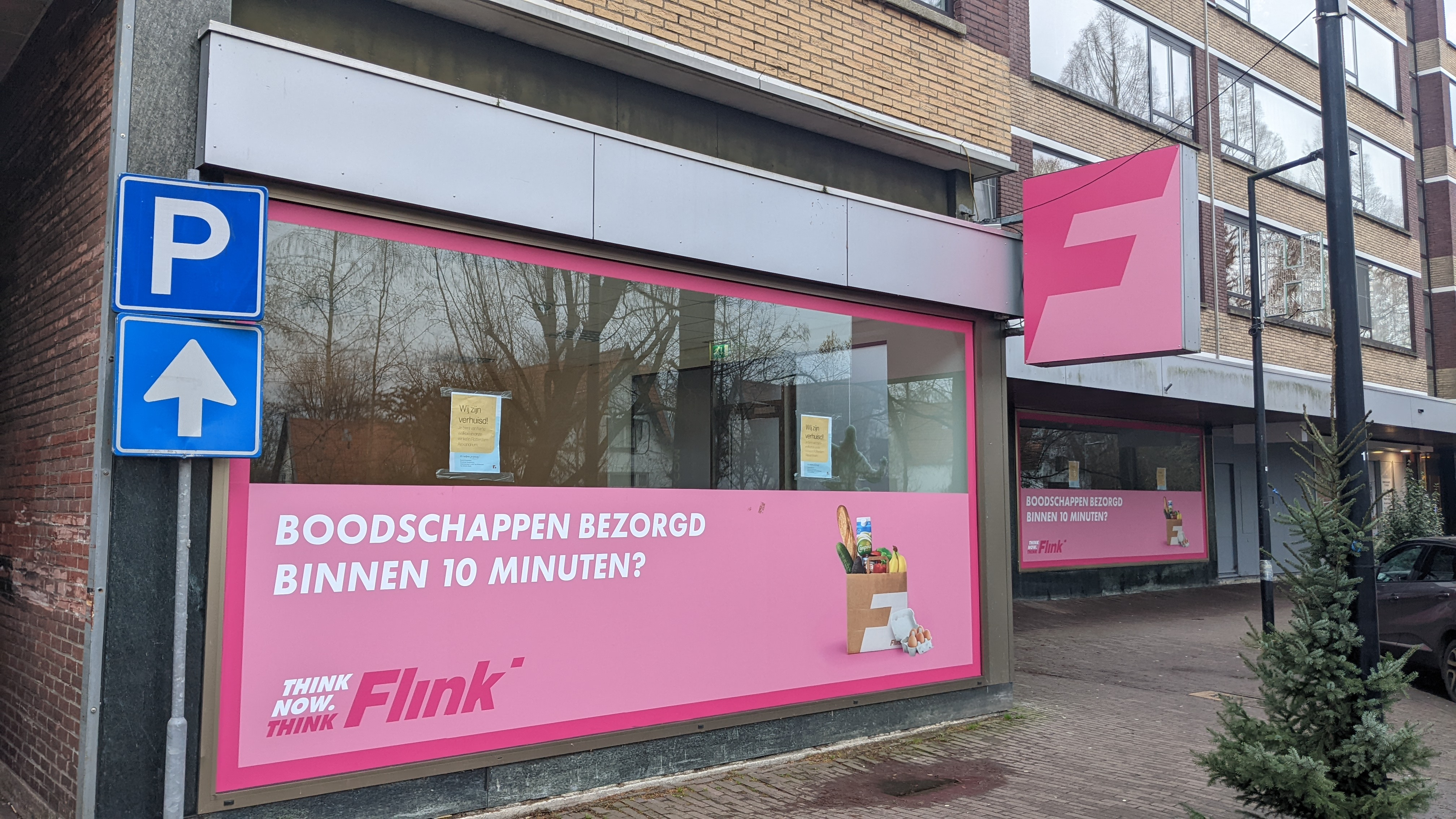
Een dark store van de flitsbezorgdienst Flink in Rotterdam

Een flitsbezorger is een online-supermarkt met bezorgdienst waarbij boodschappen binnen een kort tijdsbestek worden bezorgd. Deze bezorgdiensten hebben in een regio waar zij actief zijn een of meerdere magazijnen van waaruit zij bezorgen.

## Beschrijving
Bij het plaatsen van een bestelling bij zo’n flitsbezorger, meestal via een app, wordt de bestelling klaar gemaakt in een zogeheten dark store. De bezorger, meestal een fietskoerier, pikt daar de bestelling op en bezorgt deze bij de klant. De meeste flitsbezorgers beloven dit binnen 10 minuten te kunnen doen.
De flitsbezorgers concurreren met de bezorgdiensten van de reguliere supermarkten die bij het bestellen pas de volgende dag of later bezorgen. Flitsbezorgers richten zich daarmee op een doelgroep aan die hun boodschappen graag binnen enkele minuten, of in ieder geval nog dezelfde dag willen ontvangen. Deze doelgroep bestaat voornamelijk uit jongeren en studenten.

## Markt
In Nederland waren er sedert 2021 vier flitsbezorgers actief. Het Duitse Gorillas begon met zijn dienst in december 2020. Hierna volgden het eveneens Duitse Flink, het Turkse Getir en het Britse Zapp. De laatste twee bezorgdiensten waren enkel in Amsterdam actief. Gorillas was in twaalf steden actief en Flink in tweeëntwintig. In België is Gorillas actief in twee steden. Ook buiten Nederland zijn er tal van flitsbezorgers actief. Weezy (Verenigd Koninkrijk), Dija (Spanje), Cajoo (Frankrijk) zijn de meest bekende flitsbezorgers in Europa.

### Ontwikkelingen
De bezorgdiensten waren aanvankelijk populair bij investeerders en hadden in oktober 2021 een miljard euro opgehaald bij investeringsrondes.
In januari 2022 werd bekend dat Jumbo Supermarkten een samenwerking aanging met Gorillas. Hier kwam Jumbo later, na het wegvallen van de populariteit en winstgevendheid van de flitsbezorgersector, van terug. In december 2022 werd bekend dat het Duitse merk Gorillas werd overgenomen door de Turkse concurrent Getir. Het zou gaan om een bedrag van circa 1,2 miljard euro. Eveneens dit jaar verdween Zapp van de markt, waardoor alleen Getir en Flink overbleven.
Getir verdween begin 2024 ook van de Nederlandse markt. Medio 2024 was Flink daarmee de enig overgebleven flitsbezorger in Nederland. Hoewel de concurrentie van andere flitsbezorgers was weggevallen, bestond er over het algemeen veel twijfel onder analisten dat Flink het vol zou gaan houden. Ook de marktwaardering van dit bedrijf was aanzienlijk gedaald.

## Kritiek
Flitsbezorgers zorgen voor overlast in binnensteden met het komen en gaan van bezorgers en de logistieke aanvoer door vrachtwagens. Omdat ze aan een tijdslimiet vastzitten en doordat ze als schijnzelfstandige werken en niet in loondienst, staan bezorgers onder druk zo veel mogelijk en zo snel mogelijk te bezorgen. Hierdoor kan de verkeersveiligheid in het geding komen (in voetgangersgebied rijden, door rood rijden, telefoneren tijdens het rijden). Ook worden de administratieve verplichtingen regelmatig onderschat, met boetes of onplezierige verrassingen voor de bezorger tot gevolg. Omwille van de overlast hebben veel steden in en buiten Nederland restricties voor flitsbezorgers en de locaties voor dark stores ingesteld.